# Therizinosauridae
I Therizinosauridae (il cui nome significa 'lucertole falce') sono una famiglia estinta di dinosauri teropodi therizinosauroidi vissuti nel Cretaceo superiore, circa 96-66 milioni di anni fa (Cenomaniano-Maastrichtiano), i cui resti fossili sono stati ritrovati in Asia e in Nord America, sebbene si ritiene che la loro distribuzione coprisse gran parte del supercontinente Laurasia, sulla base di diverse impronte e resti isolati in Europa e in Africa.
Therizinosauridae venne nominata nel 1954 da Evgeny Maleev in riferimento ai grandi unguali (ossa degli artigli) della specie tipo, Therizinosaurus cheloniformis. I terizinosauridi erano generalmente animali di grandi dimensioni, dalla struttura robusta comparabile con quella dei grandi bradipi terricoli. I generi più grandi del gruppo sono Therizinosaurus e Segnosaurus, con una lunghezza, rispettivamente, di circa 10 metri e 7 metri. La fisiologia dei terizinosauridi include un ventre ampio e arrotondato supportato da un bacino ampio e robusto con spessi arti posteriori sorreto da un piede a quattro dita, braccia lunghe e robuste, mani dotate di una maggiore flessibilità rispetto a quelle degli altri teropodi, artigli allungati e un altamente derivati, ed un orecchio interno quasi aviario. Altri tratti che li distinguevano dagli altri teropodi, erano i lunghi colli, un becco cheratinoso prominente ed una dentatura simile a quella dei prosauropodi che differisce da quella di qualsiasi altro teropode. Inoltre, si stima che i terizinosauridi avessero piume più avanzate rispetto ai terizinosauri primitivi, come Beipiaosaurus o Jianchangosaurus.
Le caratteristiche uniche e bizzarre di questo gruppo hanno incoraggiato la ricerca sulla paleobiologia e la paleoecologia su questa famiglia. Una buona parte della ricerca moderna si è concentrata sui come questi dinosauri si nutrissero, essendo tra teropodi meglio adattati ad una dieta erbivora. Mentre altri gruppi di teropodi erano completamente carnivori, i membri di Therizinosauridae si scostarono da quest'ultimi, adottando uno stile di vita erbivoro e forse onnivoro. Ciò è supportato dalla loro insolita morfologia. Come indicato dalla morfologia dei loro piedi e da diverse impronte provenienti da Asia, Africa ed Europa, questi dinosauri erano, probabilmente, camminatori plantigradi, sebbene ciò sia ancora sotto dibattito. I terizinosauridi erano ovipari e nidificavano in colonie, come indicato dal ritrovamento di diversi nidi posti gli uni vicino agli altri. In effetti, le uova di terizinosauro sono particolarmente comuni nelle formazioni del Cretaceo superiore, principalmente in Asia. La oofamiglia Dendroolithidae è spesso attribuita a dinosauri di grado terizinosauride. Alcune delle prime uova di dendroolitidi furono trovate nelle Formazioni Bayan Shireh e Nanchao.
A causa delle loro caratteristiche così insolite, i paleontologi, inizialmente, non avevano idea di come risolvere la tassonomia di questi animali. Nel corso degli anni vennero proposte diverse classificazioni alternative (come la denominazione di Segnosauridae, nel 1979) fino a quando non sono stati descritti esemplari più completi e altri taxa negli anni '90, che li hanno confermati come teropodi. Molte delle caratteristiche condivise all'interno del gruppo hanno anche dimostrato che Segnosauridae era un sinonimo junior della famiglia Therizinosauridae, essendo stata nominata prima. L'attuale consenso filogenetico è che i terizinosauridi si siano evoluti da piccoli dinosauri maniraptori simili ad uccelli, rientrando così nel clade coelurosauriano chiamato Maniraptora. Inoltre, la maggior parte dei tratti dei terizinosauridi (come la struttura dell'orecchio interno) vennero ereditati da antenati più piccoli, agili e carnivori. Ampie analisi filogenetiche hanno concluso che all'interno di Maniraptora, i terizinosauri sono stati i primi di cinque gruppi principali a divergere dal ramo principale.